# Exécution (album d'ADX)
Pour les articles homonymes, voir Exécution.
 (septembre 2021).
Si vous disposez d'ouvrages ou d'articles de référence ou si vous connaissez des sites web de qualité traitant du thème abordé ici, merci de compléter l'article en donnant les références utiles à sa vérifiabilité et en les liant à la section « Notes et références ».
Albums de ADX
Le Fléau de Dieu
(1984) La Terreur
(1986)
Exécution est le premier album studio du groupe de speed metal français ADX sorti en 1985.

## Liste des titres
| No | Titre                       | Durée |
| -- | --------------------------- | ----- |
| 1. | Déesse du crime             | 4:26  |
| 2. | Prisonnier de la nuit       | 5:31  |
| 3. | L'Étranger ((Instrumental)) | 5:23  |
| 4. | Exécution                   | 4:31  |
| 5. | Le Fléau de Dieu            | 4:13  |
| 6. | Prière de Satan             | 4:48  |
| 7. | Vampire                     | 3:41  |
| 8. | Caligula                    | 4:51  |

Paroles et musique : ADX.
L'album est réédité en 1998, 2005 et 2021.

## Composition du groupe
- Philippe "Phil" Grelaud - Chant.
- Hervé "Marquis" Tasson - Guitare.
- Pascal "Betov" Collobert - Guitare
- Frédéric "Deuch" Deuchilly - Basse.
- Didier "Dog" Bouchard - Batterie.

## Sources
1. ↑  spirit-of-metal
2. ↑  metal-archives